# Tourenwagen Classics
Die Tourenwagen Classics (TWC) ist eine 2015 gegründete deutsche Rennserie. 
Sie richtet sich an Privatfahrer und so genannte Gentlemendriver – angesprochen werden sollen vor allem die ehemaligen Piloten der Deutschen Tourenwagen Meisterschaft (DTM). Ins Leben gerufen wurde die TWC von Unternehmer Ralph Bahr, Organisator Alexander Ferreira und dem ehemaligen DTM- und Formel-3-Fahrer Marc Hessel. Motorsport-Geschichte authentisch – teilweise mit den Original-Fahrzeugen aus der DTM der 1980er- und 90er-Jahre, teilweise mit originalgetreuen Replikaten – zu präsentieren und privaten Breitensport jenseits der bekannten Serien zu ermöglichen ist der Sinn der Tourenwagen Classics, die 2018 in ihrer dritten Saison sind. Seriensponsor ist der Sportendschalldämpfer-Hersteller Eisenmann Exhaust Systems.